# Bakgälade snäckor
Bakgälade snäckor (Opisthobranchia) är en ordning i djurklassen snäckor.
Dessa djur har i högre grad än andra snäckor bilateral symmetri, vilket innebär att den ena sidan av kroppen är en spegelbild av den andra. Hjärtats förmak, som vanligtvis ligger bakom hjärtkammaren, mottar blodet från gälarna, som är placerade strax bakom hjärtkammaren. En del saknar särskilda andningsorgan. Flera saknar skal och därmed också den annars i skalet belägna säcken och mantelhålet. Hos andra finns ett skal och även de nakna formerna har som larver både mantel och skal.
Alla är hermafroditer och lever i havet. En hithörande art är till exempel sjöharen.